# Fritz Schwalm

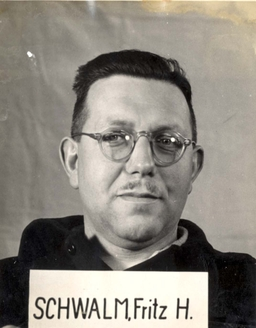
Fritz Schwalm während der Nürnberger Prozesse

Fritz Schwalm, eigentlich Friedrich Heinrich Schwalm (* 11. Mai 1910 in Marburg; † 22. Dezember 1985 in Marburg) war ein deutscher SS-Führer und verurteilter Kriegsverbrecher.

## Leben
Schwalm, dessen Vater Schuhmachermeister war, schloss das Gymnasium mit dem Abitur ab. Ab 1929 begann er ein Studium an der Universität Marburg, das er dort nach zwei Semestern zunächst abbrechen musste. Hintergrund war eine beleidigende Aussage Schwalms gegenüber dem preußischen Kultusminister Carl Heinrich Becker. Schwalm setzte sein Lehramtsstudium der Germanistik, Geschichte, Geographie und Rassenkunde danach an den Universitäten Tübingen und München fort. Insbesondere die Rassenkunde interessierte Schwalm, so führte er Anfang der 1930er Jahre eine anthropologische Vergleichsstudie in einem bayrischen Dorf durch. Mittels dieser Studie wollte Schwalm rassische Merkmale bei Angehörigen unterschiedlicher Konfessionen ermitteln. Sein Mentor in Rassefragen war der Mitarbeiter des Anthropologischen Instituts in München Bruno Kurt Schultz. Die Ergebnisse dieser Studie konnte Schwalm jedoch nicht mehr in einer geplanten Dissertation verarbeiten und musste sein Studium abbrechen, da er ab 1934 hauptamtlich für die SS tätig wurde.

## Politische Betätigung
Bereits mit 14 Jahren gehörte Schwalm politischen Jugendorganisationen an, so den Deutschen Jugendwanderern. Ab 1929 gehörte er dem NS-Studentenbund, der NSDAP (Mitgliedsnummer 169.108) sowie der SA an. Von der SA wechselte er 1932 zur SS (Mitgliedsnr. 41.561).

## Rassereferent der SS
Ab 1934 war er hauptamtlicher SS-Führer beim Rasse- und Siedlungshauptamt (RuSHA). Als „Fachführer im Rasse- und Siedlungswesen“ war er zunächst als Oberschulungsleiter beim SS-Oberabschnitt Rhein und dem SS-Oberabschnitt Fulda-Werra tätig. In dieser Funktion unterrichtete er in der Thematik Rassefragen und veröffentlichte auch einen Aufsatz in der pädagogischen Zeitschrift „Heimat und Arbeit“ mit dem Titel: „Rassen- und Erbpflege in der Dorfgemeinschaft“. Bald führte er den Titel Rassereferent.

## Zweiter Weltkrieg
Nach Beginn des Zweiten Weltkrieges nahm Schwalm als Leutnant der Heeres am Frankreichfeldzug teil. Danach wurde er unabkömmlich gestellt und im September 1940 zur Umwandererzentrale Litzmannstadt (Łódź) als deren Leiter versetzt. Seine Aufgaben dort umfassten unter anderem die Organisation der Tätigkeiten von Eignungsprüfern sowie deren Ausbildung. Zudem führte er im so genannten Generalgouvernement rassische Untersuchungen für Eindeutschungen durch und war auch an Umsiedlungsaktionen beteiligt. Im Oktober 1941 wechselte Schwalm als Rasse- und Siedlungsführer zum Höheren SS- und Polizeiführer (HSSPF) Ostland Friedrich Jeckeln. Kriegsbedingt übernahm er beim HSSPF Jeckeln im Stab der Waffen-SS jedoch bald die Funktion eines Adjutanten und SS-Sonderführers bei der „Kampfgruppe Jeckeln“. Die „Kampfgruppe Jeckeln“ war an Judenmassakern in Lettland beteiligt. Aufgrund eines Sturzes von seinem Pferd im April 1942 galt Schwalm als kriegsuntauglich. Schwalm wurde jedoch noch zum Hauptsturmführer der Waffen-SS befördert und später mit der Medaille Winterschlacht im Osten 1941/42 ausgezeichnet. Von Oktober 1942 bis zum Frühjahr 1943 war Schwalm als RuS-Führer beim HSSPF Kaukasien eingesetzt und erhielt noch 1943 den Rang eines SS-Obersturmbannführers. Im März 1943 wurde er wieder ins RuSHA versetzt, wo er bis Kriegsende als Stabsführer tätig war. Er folgte in dieser Funktion seinem ehemaligen Mentor Schultz nach. Am 20. April 1945 wurde Schwalm noch zum SS-Standartenführer befördert.

## Nach Kriegsende
Nach Kriegsende wurde Schwalm interniert und während der Nürnberger Prozesse im Prozess Rasse- und Siedlungshauptamt der SS am 1. Juli 1947 mit 13 weiteren Beschuldigten angeklagt. Am 10. März 1948 wurde Schwalm zu zehn Jahren Haft verurteilt. Schwalm wurde in allen drei Anklagepunkten – Verbrechen gegen die Menschlichkeit, Kriegsverbrechen und Mitgliedschaft in verbrecherischen Organisationen – für schuldig befunden. Insbesondere seine Beteiligung an der Germanisierung polnischer Familien, Zwangsevakuierungen und Zwangsumsiedlungen, Kindesentführung in Polen ins Deutsche Reich und die Heranziehung polnischer Zivilisten zur Zwangsarbeit sowie die Mitgliedschaft in der SS wurden ihm angelastet. Schwalm wurde vorzeitig am 1. Februar 1951 aus dem Kriegsverbrechergefängnis Landsberg entlassen. Danach machte er sich mit einer Wäscherei selbstständig. Schwalm hielt auch weiterhin Kontakt zu ehemaligen RuSHA-Führern, dies ist durch einen Schriftwechsel Schwalms aus dem Frühjahr 1976 belegt.
Isabel Heinemann sieht die Funktionen des Schwalm bis in die 1970er Jahre umfassender:
Eine Schlüsselfigur innerhalb des RuSHA-Netzwerkes nach 1945 war ... Schwalm, der ... (sc. dem Briefpartner Vopersal) umfassende Informationen über Verbleib und Adressen ehemaliger RuSHA-Angehöriger lieferte. Er wußte auch, wer – wie z. B. Gustav Exner, der ehemalige Jurist des nach 1942 zum RuSHA gehörenden SS-Fürsorge- und -Verwaltungshauptamtes – nach wie vor bemüht war, seine damalige Tätigkeit geheimzuhalten, und wen man folglich nur vorsichtig um Informationen angehen durfte.